# Rivenich
Rivenich is een plaats in de Duitse deelstaat Rijnland-Palts, en maakt deel uit van de Landkreis Bernkastel-Wittlich.
Rivenich telt 722 inwoners.

## Bestuur
De plaats is een Ortsgemeinde en maakt deel uit van de Verbandsgemeinde Wittlich-Land.

## Geografie
Rivenich is gelegen tussen de autosnelweg E44 (1) en het riviertje de Salm.